# Bigger and Deffer
Bigger and Deffer (B.A.D.) – drugi studyjny album amerykańskiego rapera LL Cool J-a. Został wydany 22 lipca 1987r.

## Lista utworów
1. "I'm Bad" – 4:39
2. "Kanday" – 3:59
3. "Get Down" – 3:23
4. "Bristol Hotel" – 2:43
5. "My Rhyme Ain't Done" – 3:45
6. ".357 – Break It On Down" – 4:05
7. "Go Cut Creator Go" – 3:57
8. "Breakthrough" – 4:04
9. "I Need Love" – 5:23
10. "Ahh, Let's Get Ill" – 3:45
11. "The Do Wop" – 4:59
12. "On the Ill Tip (Skit)" – 0:31

## Notowania albumu
| Rok  | Album             | Notowania     | Notowania              |
| Rok  | Album             | Billboard 200 | Top R&B/Hip Hop Albums |
| ---- | ----------------- | ------------- | ---------------------- |
| 1987 | Bigger and Deffer | 3             | 1                      |